# Oppervlakte
De oppervlakte van een vlakke meetkundige figuur, of algemener van een tweedimensionaal meetkundig object, is een maat voor de grootte ervan.
De SI-eenheid van oppervlakte is de vierkante meter: m², afgeleid van de basiseenheid meter. Voor algemene toepassingen in de Europese Unie is de vierkante meter, samen met zijn decimale onderdelen en veelvouden zoals cm² en km², de enige oppervlaktemaat. In gespecialiseerde toepassingen bestaan uitzonderingen:
- de are met zijn veelvoud hectare en zijn onderdeel centiare, in kadastrale registraties
- de barn voor de werkzame doorsnede van een deeltje in de kernfysica

In historische documenten uit de Nederlanden die van voor het metriek stelsel dateren, komen andere landmaten voor zoals de bunder, de dagwand en de roede.

## Vlakke meetkunde

### Basistechnieken
De oppervlakte van een vlakke figuur wordt gedefinieerd en berekend aan de hand van een aantal elementaire eigenschappen van het begrip oppervlakte, die eventueel kunnen worden opgevat als axioma's:
1. De oppervlakte is een isometrische invariant, dat wil zeggen dat een transformatie van het vlak die de onderlinge afstanden van punten bewaart (zoals een rotatie), tevens de oppervlakte van vlakke figuren bewaart.
2. De oppervlakte van een rechthoek is het product van de lengte met de breedte. In het bijzonder is de oppervlakte van een punt en die van een lijnstuk gelijk aan 0.
3. De oppervlakte van een disjuncte vereniging van vlakke figuren is gelijk aan de som van de oppervlakten van de afzonderlijke delen. Dit laat achtereenvolgens de oppervlakteberekening toe van: (1) een parallellogram, door omvorming tot een rechthoek met dezelfde basis en hoogte; (2) een willekeurige driehoek, als zijnde de helft van een parallellogram; (3) een willekeurige veelhoek, door hem op te delen in driehoeken.
4. De regel van de disjuncte vereniging blijft gelden voor een aftelbaar oneindige disjuncte vereniging, waarbij de som van de oppervlakten moet worden opgevat als de som van een reeks.

De laatste regel laat toe de oppervlakte te bepalen van kromlijnige figuren zoals cirkels. De integraalrekening geeft een exacte definitie en een berekeningsmethode voor de oppervlakte van een vlakke figuur die begrensd wordt door de grafiek van een continue functie en een horizontale en twee verticale rechten.

### Formules
| Figuur                | Kenmerken                                                                                              | Oppervlakte                                                  |
| --------------------- | --- | ------------------------------------------------------------ |
| vierkant              | zijde {\displaystyle a}                                                                                | {\displaystyle a^{2}}                                        |
| rechthoek             | lengte {\displaystyle a} en breedte {\displaystyle b}                                                  | {\displaystyle ab}                                           |
| rechthoekige driehoek | rechthoekszijden {\displaystyle a} en {\displaystyle b}                                                | {\displaystyle {\tfrac {1}{2}}ab}                            |
| driehoek              | basis {\displaystyle c}, hoogte {\displaystyle h}                                                      | {\displaystyle {\tfrac {1}{2}}hc}                            |
| driehoek              | zijden {\displaystyle a,b} en {\displaystyle c,} halve omtrek {\displaystyle s={\tfrac {1}{2}}(a+b+c)} | formule van Heron {\displaystyle {\sqrt {s(s-a)(s-b)(s-c)}}} |
| driehoek              | zijden {\displaystyle a,b} en tussenliggende hoek {\displaystyle \gamma }                              | {\displaystyle {\tfrac {1}{2}}ab\sin {\gamma }}              |
| trapezium             | evenwijdige zijden {\displaystyle a} en {\displaystyle c,} hoogte {\displaystyle h}                    | {\displaystyle {\tfrac {1}{2}}h(a+c)}                        |
| ruit                  | diagonalen {\displaystyle p} en {\displaystyle q}                                                      | {\displaystyle {\tfrac {1}{2}}pq}                            |
| parallellogram        | basis {\displaystyle c}, hoogte {\displaystyle h}                                                      | {\displaystyle hc}                                           |
| parallellogram        | zijden {\displaystyle a,b} en tussenliggende hoek {\displaystyle \gamma }                              | {\displaystyle ab\sin \gamma }                               |
| regelmatige n-hoek    | zijde {\displaystyle a}                                                                                | {\displaystyle {\tfrac {1}{4}}na^{2}\cdot \cot(\pi /n)}      |
| regelmatige zeshoek   | zijde {\displaystyle a}                                                                                | {\displaystyle {\frac {3{\sqrt {3}}}{2}}a^{2}}               |
| cirkel                | straal {\displaystyle r}                                                                               | {\displaystyle \pi r^{2}}                                    |
| ellips                | halve lange as {\displaystyle a}, halve korte as {\displaystyle b}                                     | {\displaystyle \pi ab}                                       |
In sommige toepassingen is het nuttig met negatieve oppervlaktes te rekenen als de omtrek van een figuur in een andere zin wordt doorlopen, conventioneel geeft tegenwijzerzin een positieve oppervlakte. We spreken dan in het algemeen van georiënteerde oppervlakte.
De schoenveterformule is een eenvoudige regel voor de oppervlakte van een willekeurige veelhoek in termen van de coördinaten van de hoekpunten {\displaystyle (x_{1},y_{1}),(x_{2},y_{2})\ldots ,(x_{n},y_{n})}:
{\displaystyle S={\tfrac {1}{2}}\left(x_{1}y_{2}+x_{2}y_{3}+\ldots +x_{n}y_{1}-x_{2}y_{1}-x_{3}y_{2}-\ldots -x_{1}y_{n}\right)}
Ze kan worden bewezen door op te merken dat {\displaystyle {\tfrac {1}{2}}\left(x_{i}y_{i+1}-x_{i+1}y_{i}\right)} de georiënteerde oppervlakte is van de driehoek gevormd door de oorsprong {\displaystyle (0,0)} en de punten {\displaystyle (x_{i},y_{i})} en {\displaystyle (x_{i+1},y_{i+1})}.

### Zwaartepunt
Het zwaartepunt van een vlakke figuur heeft de eigenschap dat elke rechte erdoorheen, de figuur in twee delen van gelijke oppervlakte snijdt. De zwaartelijnen van een driehoek vormen hiervan een voorbeeld.

### Isoperimetrische ongelijkheid
De oppervlakte {\displaystyle S} van een cirkel is gelijk aan het kwadraat van zijn omtrek {\displaystyle O,} gedeeld door {\displaystyle 4\pi }:
{\displaystyle S=\pi r^{2},\ O=2\pi r,\ S={\frac {O^{2}}{4\pi }}}
De isoperimetrische ongelijkheid stelt dat deze verhouding optimaal is, in die zin dat voor eender welke andere vlakke figuur het isoperimetrisch quotiënt
{\displaystyle IQ={\frac {4\pi S}{O^{2}}}}
niet groter is dan 1, en dat het alleen bij de cirkel precies gelijk is aan 1.

#### Voorbeeld
Bij een vierkant met zijde {\displaystyle a} bedraagt de omtrek {\displaystyle O=4a} en de oppervlakte {\displaystyle S=a^{2}}, dus
{\displaystyle IQ={\frac {4\pi S}{O^{2}}}={\frac {4\pi a^{2}}{16a^{2}}}={\frac {\pi }{4}}<1}

### Oppervlakte binnen een gesloten vlakke kromme
Als {\displaystyle C} een stuksgewijs differentieerbare gesloten vlakke kromme is zonder zelfdoorsnijdingen en met het inwendige aan de linkerkant, dan volgt uit de stelling van Green een formule voor de oppervlakte van het inwendige:
{\displaystyle S={}\oint _{C}x\,\mathrm {d} y={}-\oint _{C}y\,\mathrm {d} x}

#### Voorbeeld
De cirkel met straal {\displaystyle r} kan worden geparametriseerd als
{\displaystyle C:[0,2\pi ]\to \mathbb {R} ^{2}:t\mapsto (x(t)=r\cos t,y(t)=r\sin t)}
Uit de eerste gelijkheid van de oppervlakteformule hierboven volgt dan
{\displaystyle S=\int _{t=0}^{2\pi }r\cos t\,\mathrm {d} (r\sin t)=\int _{t=0}^{2\pi }r^{2}\cos ^{2}t\,\mathrm {d} t=\pi r^{2}}

## Maattheorie
De maattheorie definieert het begrip oppervlakte aan de hand van een abstracte maat. In de axioma's van een maat zit een regel vervat voor de disjuncte unie van een aftelbare collectie meetbare verzamelingen. Voor vlakke tweedimensionale figuren hanteert men de lebesgue-maat op {\displaystyle \mathbb {R} ^{2}}.
Voor gekromde oppervlakken bestaat enerzijds het volumebegrip uit de differentiaalmeetkunde, anderzijds de haar-maat uit de theorie der lokaal compacte groepen. Zo kunnen oppervlaktes worden toegekend aan een grote klasse van deelverzamelingen van willekeurige tweedimensionale gekromde ruimten, waaronder alle compacte deelverzamelingen.

## Ruimtemeetkunde

### Formules voor de oppervlakte van driedimensionale lichamen
Voor figuren die zijn samengesteld uit tweedimensionale deelruimten van de driedimensionale ruimte, blijven de basisregels (isometrisch invariant, reekssom van disjuncte unie) geldig. Als een figuur uitsluitend rechte zijvlakken heeft, is er niets nieuws; zo is de oppervlakte van een kubus gewoon 6 keer de oppervlakte van een van de 6 identieke vierkanten die hem begrenzen.
Een gesloten cilinder wordt begrensd door twee vlakke cirkels en een gekromde rechthoek. De oppervlakte van de rechthoek is de hoogte van de cilinder vermenigvuldigd met zijn omtrek.
| Figuur                                     | Kenmerken                                                               | Oppervlakte                                    |
| ------------------------------------------ | ----------------------------------------------------------------------- | ---------------------------------------------- |
| bol                                        | straal {\displaystyle r}                                                | {\displaystyle 4\pi r^{2}}                     |
| bolsegment                                 | bolstraal {\displaystyle r}, hoogte {\displaystyle h}                   | {\displaystyle 2\pi rh}                        |
| bolkap                                     | bolstraal {\displaystyle r}, halve openingshoek {\displaystyle \alpha } | {\displaystyle 2\pi r^{2}(1-\cos \alpha )}     |
| cilinder (open)                            | straal {\displaystyle r}, hoogte {\displaystyle h}                      | {\displaystyle 2\pi rh}                        |
| cilinder (onder- en bovenzijde afgesloten) | straal {\displaystyle r}, hoogte {\displaystyle h}                      | {\displaystyle 2\pi r(r+h)}                    |
| cilinder (algemeen grondvlak, open)        | omtrek grondvlak {\displaystyle O}, hoogte {\displaystyle h}            | {\displaystyle Oh}                             |
| kegel (open)                               | straal {\displaystyle r}, hoogte {\displaystyle h}                      | {\displaystyle \pi r({\sqrt {r^{2}+h^{2}}})}   |
| kegel (gesloten)                           | straal {\displaystyle r}, hoogte {\displaystyle h}                      | {\displaystyle \pi r(r+{\sqrt {r^{2}+h^{2}}})} |
Voor de oppervlakte van een ellipsoïde met halve assen {\displaystyle a,} {\displaystyle b} en {\displaystyle c} bestaat geen formule die alleen elementaire functies gebruikt. Met behulp van elliptische integralen kan wel een gesloten formule worden opgeschreven. De oppervlakte van een sferoïde (een omwentelingsellipsoïde, dus met {\displaystyle a=b}) heeft daarentegen wel een elementaire gesloten vorm.

### Ruimtehoek
Een ruimtehoek wordt begrensd door een regeloppervlak bestaande uit stralen die door één punt gaan (onregelmatige kegel). De grootte van een ruimtehoek is de oppervlakte die de ruimtehoek uitsnijdt van een bol met straal 1 rond de top van de kegel. Ruimtehoeken worden standaard uitgedrukt in steradialen. De volledige bol bepaalt een ruimtehoek van {\displaystyle 4\pi } sr.

### Omwentelingsintegraal
Een omwentelingslichaam ontstaat door de grafiek van een continue functie (op een begrensd reëel interval {\displaystyle [a,b]}) te roteren rond de {\displaystyle X}-as. Als {\displaystyle f(x)} het voorschrift van de functie is, en de functie is continu differentieerbaar, dan bedraagt de oppervlakte van (de ronde zijkant van) het omwentelingslichaam:
{\displaystyle S=\int _{x=a}^{b}2\pi f(x)\,{\sqrt {1+(f'(x))^{2}}}\,\mathrm {d} x}
waar {\displaystyle f'} de afgeleide is van de functie {\displaystyle f.}

#### Voorbeeld
De bol met straal {\displaystyle r} kan worden opgevat als het omwentelingslichaam voortgebracht door de functie
{\displaystyle f:[-r,r]\to \mathbb {R} :x\mapsto {\sqrt {r^{2}-x^{2}}}}
De afgeleide bedraagt
{\displaystyle f'(x)={\frac {-x}{f(x)}}}
De oppervlakte is dus
{\displaystyle S=\int _{x=-r}^{r}2\pi f(x){\sqrt {1+{\frac {x^{2}}{f(x)^{2}}}}}\,\mathrm {d} x=\int _{x=-r}^{r}2\pi r\,\mathrm {d} x=4\pi r^{2}.}

### Algemeen gekromd oppervlak
Als een deel van een gekromd oppervlak in de driedimensionale ruimte bepaald wordt door de grafiek van een continu differentieerbare functie
{\displaystyle f:D\subset \mathbb {R} ^{2}:(x,y)\mapsto f(x,y)}
dan wordt de oppervlakte van die grafiek gegeven door de integraalformule
{\displaystyle S=\iint _{D}{\sqrt {1+\left({\frac {\partial f}{\partial x}}\right)^{2}+\left({\frac {\partial f}{\partial y}}\right)^{2}}}\,\mathrm {d} x\,\mathrm {d} y.}

#### Voorbeeld
We berekenen de oppervlakte van het ronde zadel (hyperbolische paraboloïde) dat de grafiek vormt van de functie
{\displaystyle f:D(0,1)\to \mathbb {R} :(x,y)\mapsto xy}
op de eenheidsschijf
{\displaystyle D(0,1)=\{(x,y)\in \mathbb {R} ^{2}|x^{2}+y^{2}\leq 1\}}
De partiële afgeleiden van {\displaystyle f} zijn
{\displaystyle {\frac {\partial f}{\partial x}}(x,y)=y;\ {\frac {\partial f}{\partial y}}(x,y)=x}
Dit geeft voor de oppervlakte volgens bovenstaande algemene formule
{\displaystyle S=\iint _{x^{2}+y^{2}\leq 1}{\sqrt {1+y^{2}+x^{2}}}\,\mathrm {d} x\,\mathrm {d} y}
Overgang op poolcoördinaten herleidt dit tot
{\displaystyle S=\int _{\theta =0}^{2\pi }\int _{r=0}^{1}{\sqrt {1+r^{2}}}\,r\,\mathrm {d} r\,\mathrm {d} \theta =2\pi \int _{r=0}^{1}{\sqrt {1+r^{2}}}r\,\mathrm {d} r={\frac {2\pi }{3}}(2{\sqrt {2}}-1)}

### Minimaaloppervlak
Een minimaaloppervlak in de driedimensionale ruimte is een oppervlak waarvan de gemiddelde kromming overal 0 bedraagt. Dit is gelijkwaardig met de eigenschap dat het oppervlak in de omgeving van elk punt de oppervlakte minimaliseert. Het fysische model van een minimaaloppervlak is een zeepvlies dat wordt opgespannen binnen een gekromde draad: door de oppervlaktespanning van de zeepoplossing zoekt het zeepvlies vanzelf naar de kleinste oppervlakte binnen de draad. Platte vlakken zijn minimaaloppervlakken, maar ook het omwentelingslichaam van een kettinglijn is minimaal.